# Blackfield II
Blackfield II – drugi album brytyjsko-izraelskiego duetu Blackfield, który tworzą Steven Wilson, lider Porcupine Tree oraz wokalista Awiw Gefen; wydany w 2007 r. Na płycie zamieszczono 10 utworów nagranych w Izraelu i Wielkiej Brytanii pomiędzy lutym i czerwcem 2006 r.

## Lista utworów
1. „Once” (muzyka i słowa: Wilson) – 4:03
2. „1,000 People” (muzyka: Geffen; słowa: Geffen/Wilson) – 3:54
3. „Miss U” (muzyka i słowa: Geffen) – 4:13
4. „Christenings” (muzyka i słowa: Wilson) – 4:37
5. „This Killer” (muzyka i słowa: Geffen) – 4:06
6. „Epidemic” (muzyka: Geffen; słowa: Geffen/Wilson) – 4:59
7. „My Gift of Silence” (muzyka i słowa: Wilson) – 4:05
8. „Some Day” (muzyka i słowa: Geffen) – 4:22
9. „Where Is My Love?” (muzyka i słowa: Geffen) – 2:59
10. „End of the World” (muzyka i słowa: Geffen) – 5:13

## Twórcy
- Steven Wilson - śpiew, gitara prowadząca
- Awiw Gefen - śpiew, gitara rytmiczna, instrumenty klawiszowe
- Daniel Salomon - wokal wspierający, fortepian, instrumenty klawiszowe
- Seffy Efrat - gitara basowa, wokal wspierajacy
- Tomer Zidkyahu - perkusja
- Itamar Leshem - gościnnie waltornia (utwór „1,000 People”)
- Richard Barbieri - gościnnie pianino elektryczne i dubreq stylophone (utwór „Christenings”)
- Gavin Harrison - gościnnie perkusja (utwór „Christenings”)
- Daniela Pick - gościnnie wokal wspierający (utwór „Epidemic”)
- Eran Mitelman - gościnnie pianino elektryczne (utwór „My Gift of Silence”)

## Pozycje na listach
| Lista           | Kraj              | Pozycja |
| --------------- | ----------------- | ------- |
| Top Heatseekers | Stany Zjednoczone | 31      |
| OLiS            | Polska            | 19      |